# Giftbeere
Die Giftbeere (Nicandra physalodes, auch Nicandra physaloides) ist die einzige Art der monotypischen Pflanzengattung Nicandra innerhalb der Familie der Nachtschattengewächse (Solanaceae). Sie ist in Südamerika heimisch.

## Beschreibung

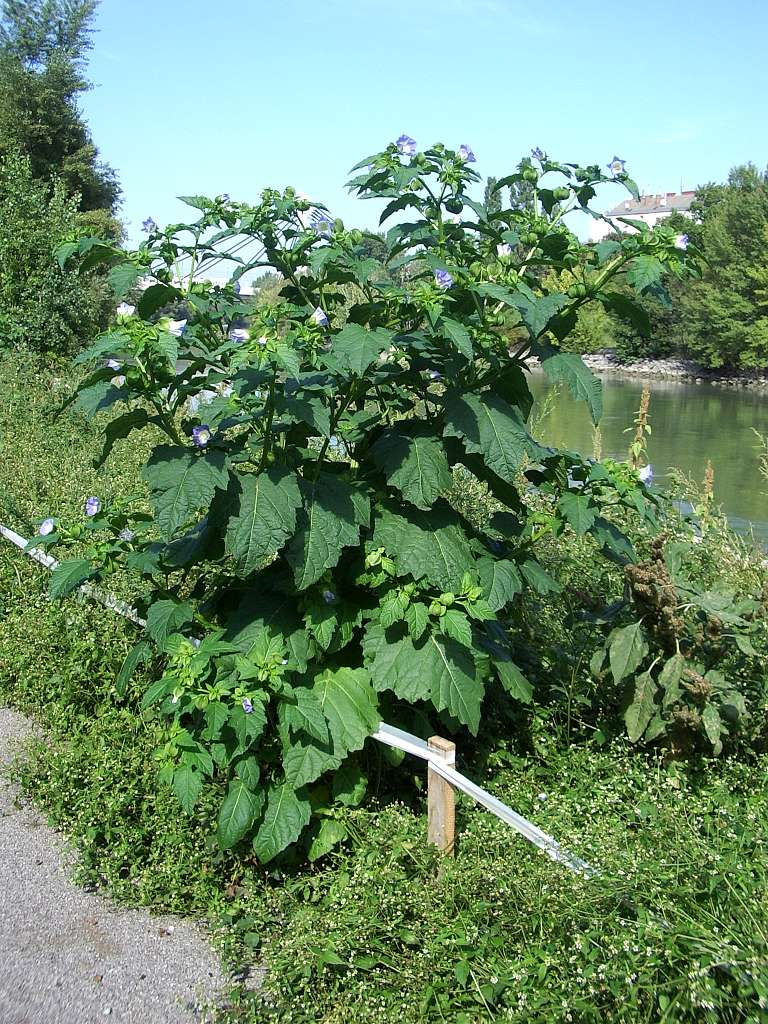
Habitus

### Vegetative Merkmale
Die Giftbeere wächst als einjährige krautige Pflanze und erreicht Wuchshöhen von 0,5 bis 1,5, selten auch 2 Metern. Ihr aufrechter Stängel ist etwas kantig und verzweigt.
Die Blätter sind membranartig, schmal bis breit eiförmig, besitzen einen unregelmäßig geschwungenen oder wellig gelappten Rand und werden (4) 10 bis 21 (31) Zentimeter lang und (2) 5 bis 10 (20) cm breit. Die Blattbasis ist keilförmig bis spitz zulaufend, die Blattstiele eng geflügelt und 1,5 bis 9 Zentimeter lang. Die Blattspreite kann manchmal auch stark eingeschnitten oder buchtig gelappt sein.
Die Oberseiten der Laubblätter haben teilweise gleichmäßig verteilte schwarze Stellen mit 0,1 bis 0,3 Millimetern Durchmesser, aus denen durchsichtige Zäpfchen mit einer Länge von bis zu 1 Millimeter herausstehen.

### Generative Merkmale
Die Blütezeit erstreckt sich von Juli bis Oktober. Die Blüten befinden sich einzeln in den Blattachseln, zunächst aufrecht, später nickend.
Die zwittrige Blüte ist radiärsymmetrisch und fünfzählig mit doppelter Blütenhülle. Die in der Hälfte ihrer Länge miteinander verwachsenen Kelchblätter sind 9 bis 22 Millimeter lang. Der Kelch ist fünfkantig, aufgeblasen, herzförmig und wächst zur Fruchtzeite stark und hüllt die Beere ganz ein. Die Kronblätter sind am Rand und der oberen Kronröhre zwischen blass pink-violett bis blass blau gefärbt und besitzen helle Flecken an der Basis eines jeden Kronblattes. Die Krone ist bei einer Länge von 20 bis 30 Millimetern glockig-trichterförmig und besitzt einen Durchmesser von etwa 27 Millimeter. Ihr Saum ist fünflappig. Die fünf Staubfäden sind an der Basis mit langen, einfachen Trichomen besetzt, an der restlichen Oberfläche sind kurze Trichome zu finden. Sie sind gleich lang und unten an der Innenseite der Kronröhre inseriert. Die Staubbeutel sind 4 bis 4,5 Millimeter lang und sind mit wenigen, einfachen und kurzen Trichomen besetzt. Die Pollengröße liegt mit 35 bis 38 µm im mittleren Größenbereich. Der 3 bis 5 Millimeter lange Griffel ist mit einigen mehrzelligen Trichomen besetzt. Die Narbe ist in etwa 1,5 Millimeter lang. Der Fruchtknoten ist durch häutige Scheidewände in drei bis fünf ungleich große Fächer geteilt und enthält zahlreiche Samenanlagen.

Blattoberseite
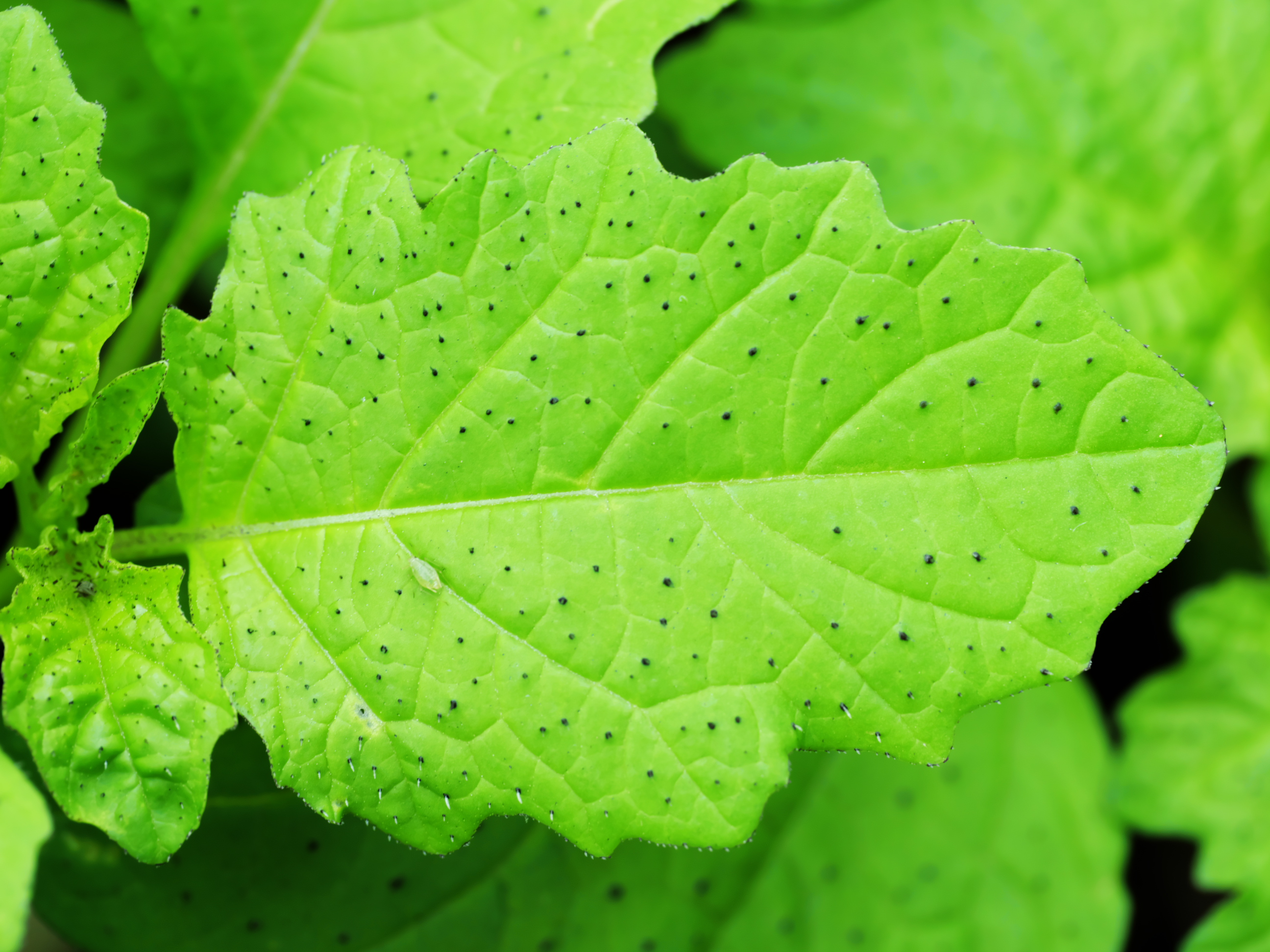
Gesamtes Blatt mit einer Länge von 36 Millimetern
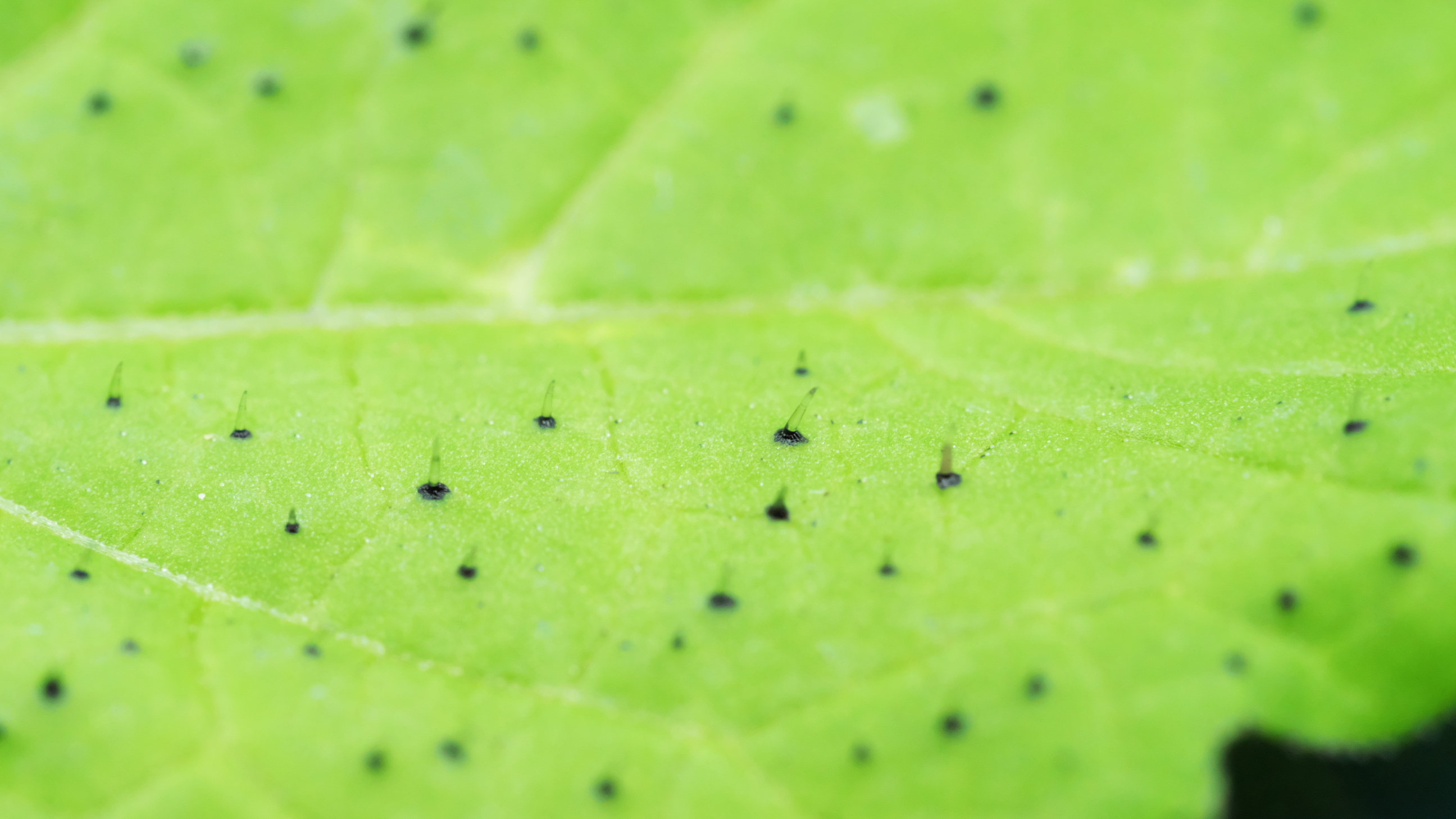
Detail unterhalb der Mittelachse
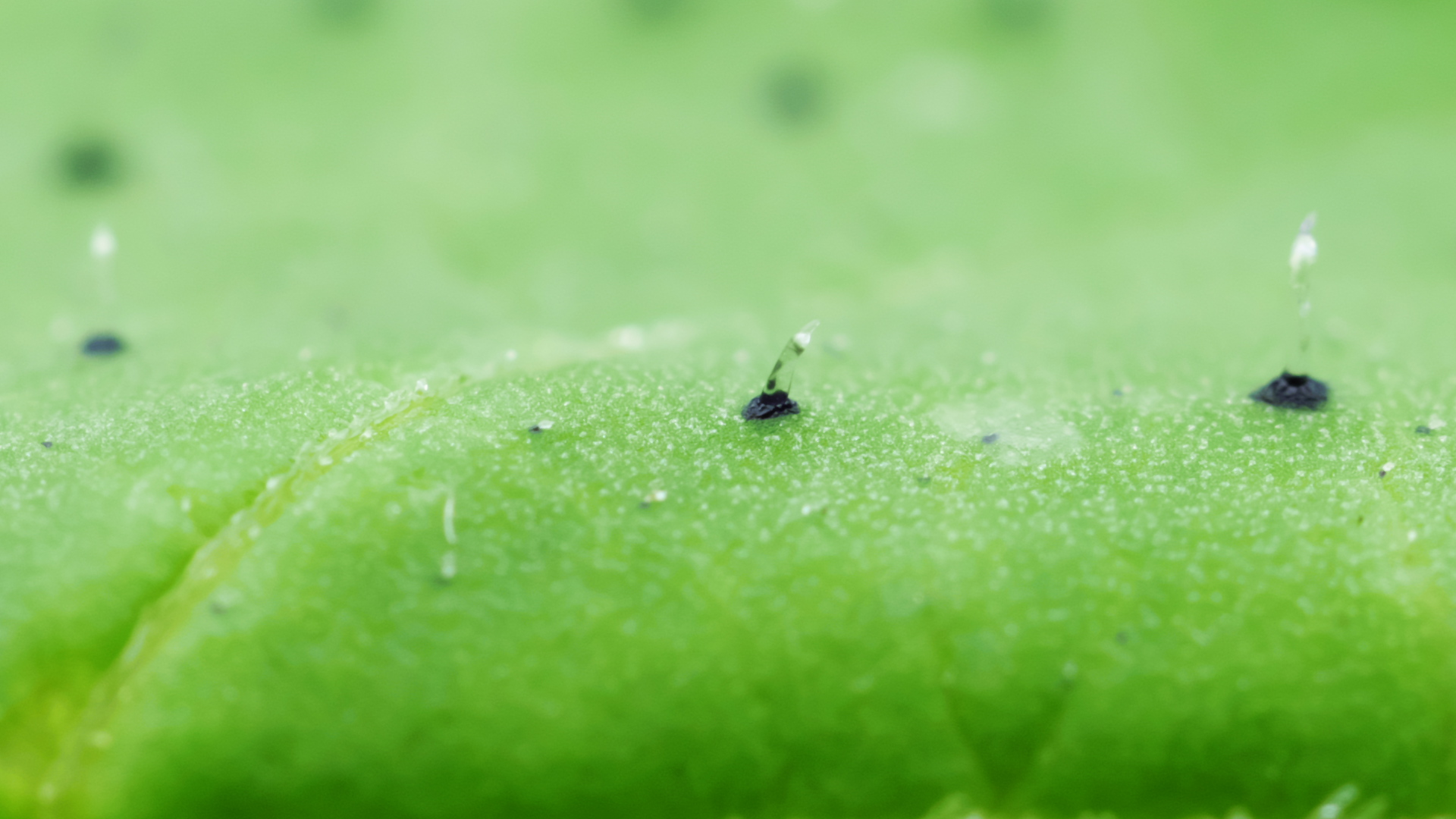
Detail oberhalb der Mittelachse

Blüten
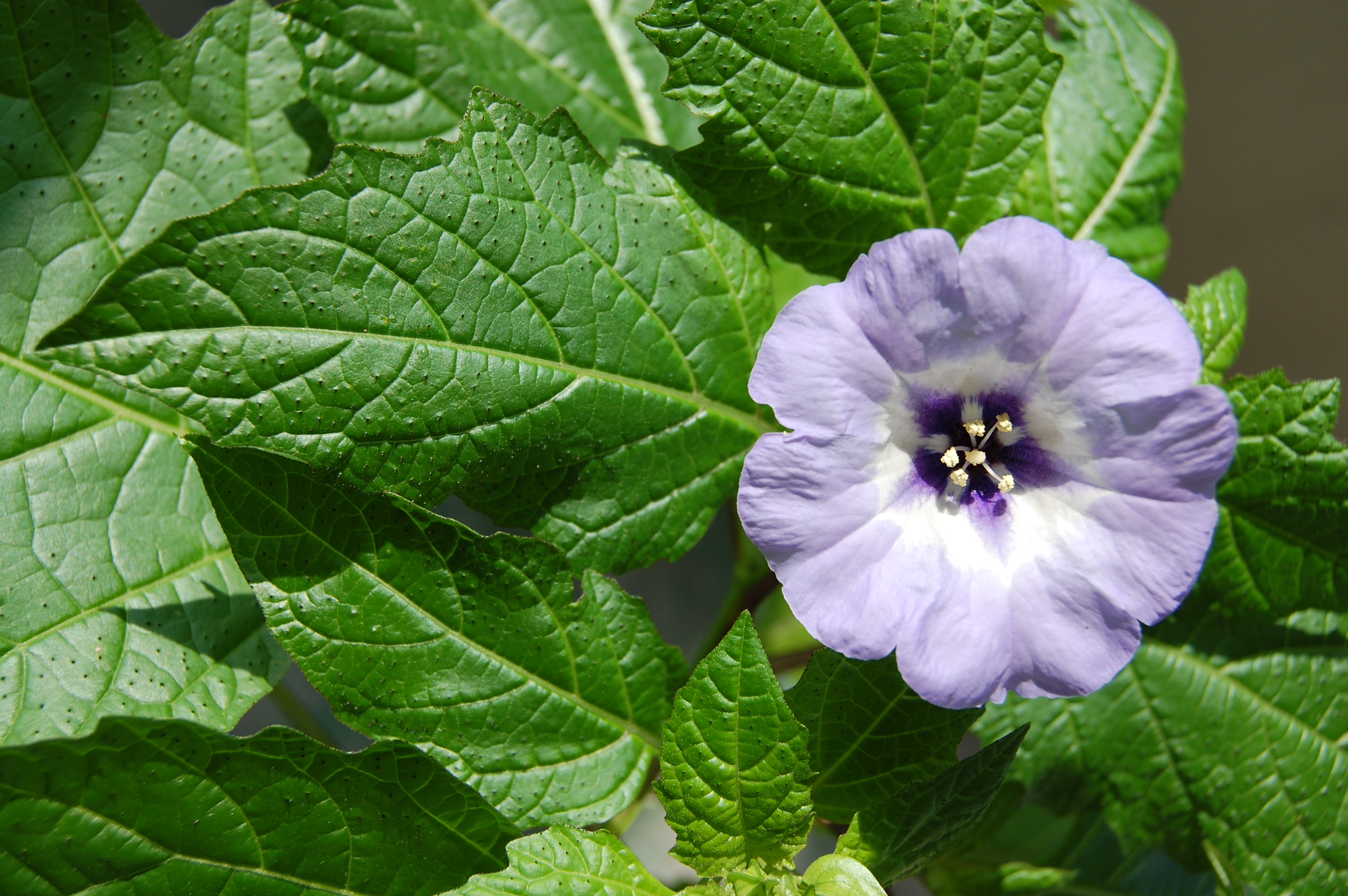
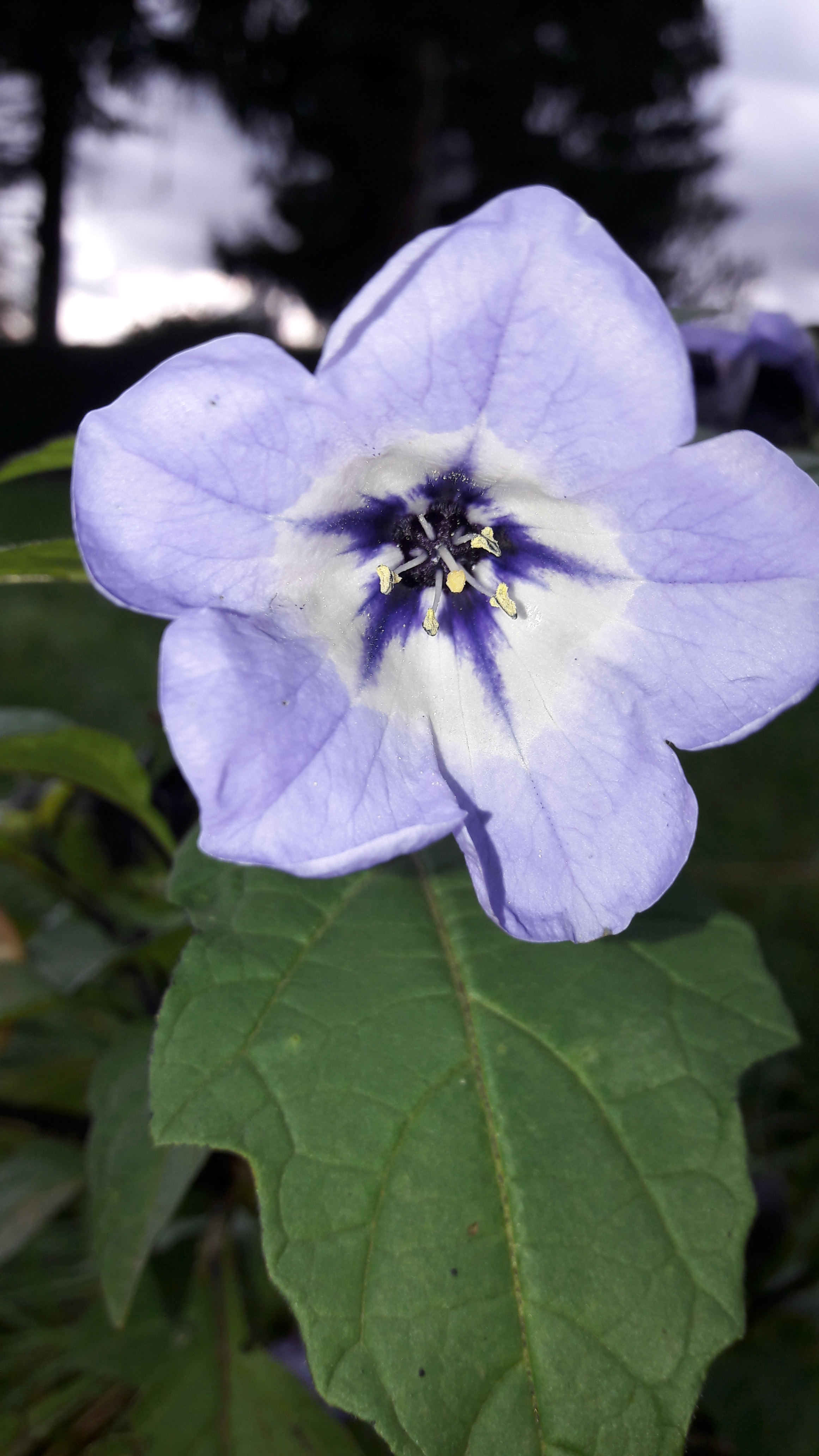

Früchte und Samen
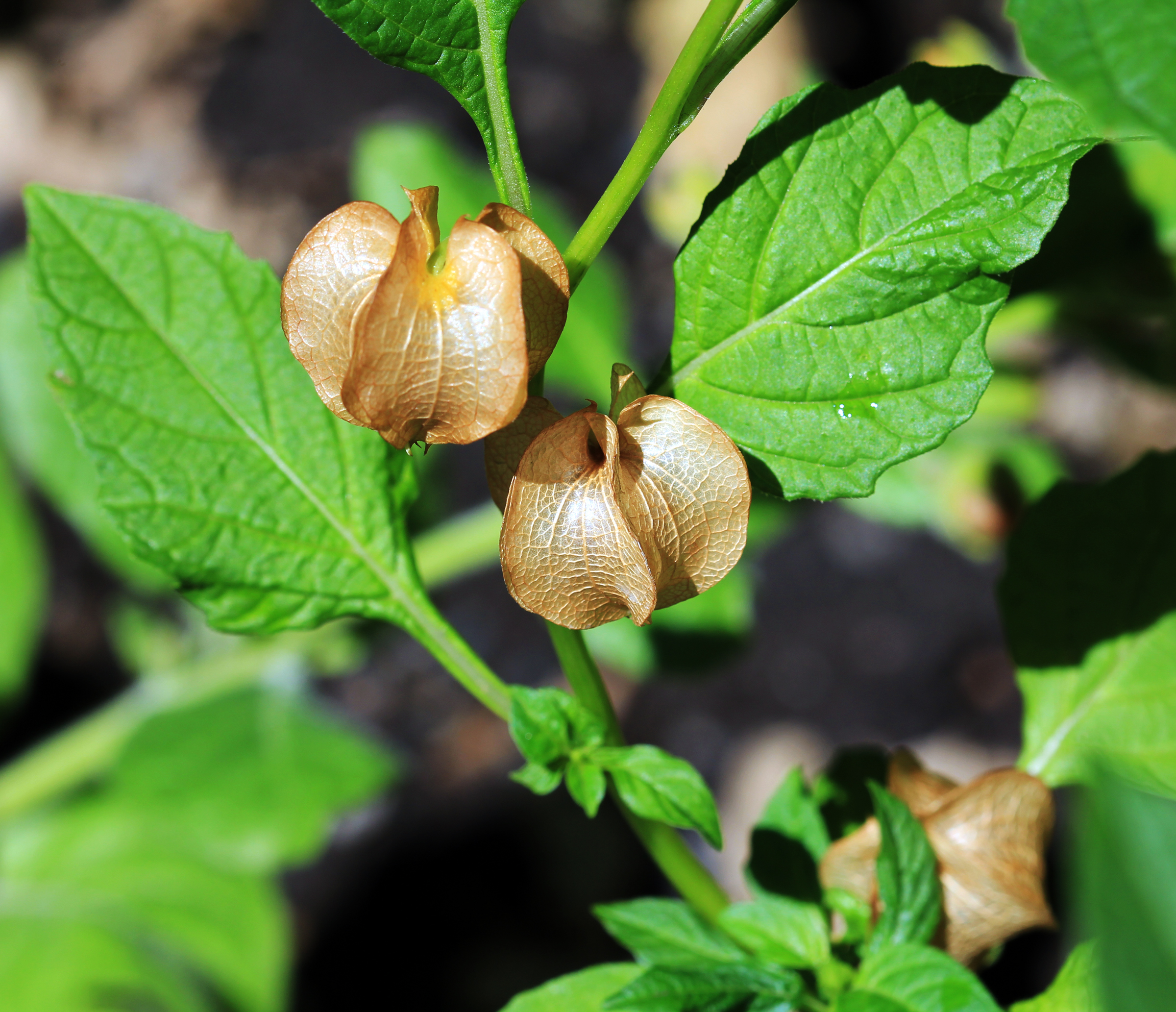
Fruchtstand
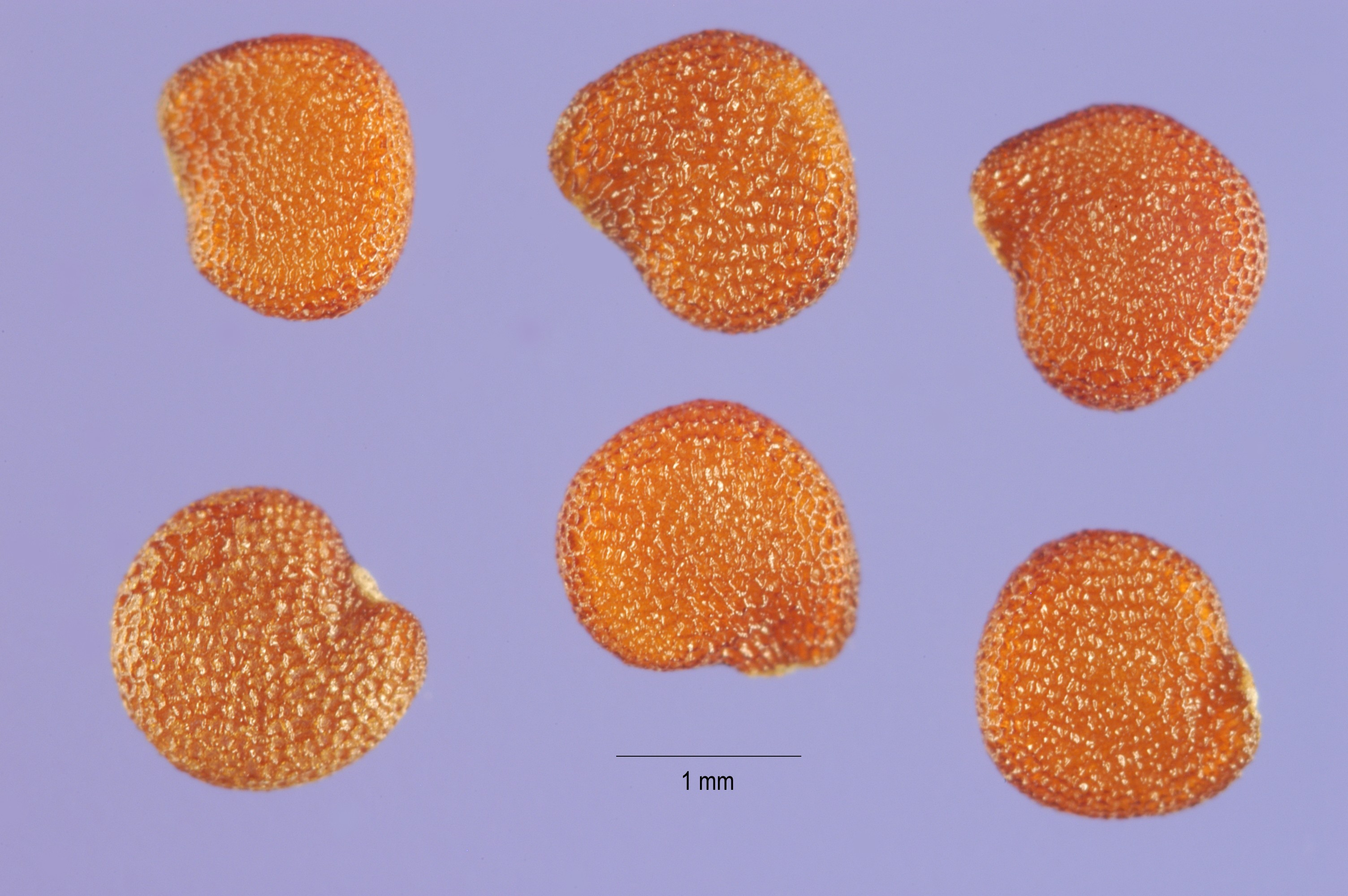
Samen

An den sich verlängernden Blütenstängeln bilden sich die aufrecht stehenden Früchte. Der sich vergrößernde Kelch schließt sich lampionartig um die sich bildende Frucht, wird pergamentartig und weist eine deutlich sichtbare, netzartige Nervatur auf. Die Beeren haben einen Durchmesser von 10 bis 15 Millimeter. Die bräunlich-gelben Samen sind bei einer Breite von 1,5 bis 2 Millimetern flach nierenförmige mit feinen Einbuchtungen. Der Embryo ist gerollt, die Keimblätter sind kürzer als der restliche Embryo.

### Chromosomensatz
Die Chromosomengrundzahl beträgt x = 10, wobei diploide und tetraploide Chromosomensätze gefunden wurden. Zudem gab es auch einzelne Chromosomenzählungen mit 2n = 19 oder 21.

## Ökologie
Die Blüten öffnen sich von 11 bis 12 Uhr vormittags und schließen sich um 3 bis 4 Uhr nachmittags. Als Blütenbesucher wurden Honigbienen beobachtet. Bei Selbstbestäubung welkt die Blüten schon eine Stunde nach der Befruchtung. Im Knospenzustand wird von der Innenseite des sackartig vollständig geschlossenen Kelchs von zahlreichen Hydathoden Flüssigkeit abgesondert, in der sich die Entwicklung der Blütenteile geschützt vollzieht.

## Vorkommen
Die Herkunft der Giftbeere sind die Anden Südamerikas, wo sie von Peru bis ins nördliche Argentinien zu finden sind. Durch die Verwendung der Giftbeere als Zierpflanze ist sie oft auch ausgewildert in anderen Gebieten zu finden, unter anderen in Mittelamerika, den USA, Asien, Afrika, Australien und in Europa. In Mitteleuropa kommt sie zusammen mit dem Stechapfel (Datura stramonium) in Gesellschaften der Ordnung Sisymbrietalia vor.
Die ökologischen Zeigerwerte nach Landolt et al. 2010 sind in der Schweiz: Feuchtezahl F = 3 (mäßig feucht), Lichtzahl L = 4 (hell), Reaktionszahl R = 3 (schwach sauer bis neutral), Temperaturzahl T = 5 (sehr warm-kollin), Nährstoffzahl N = 4 (nährstoffreich), Kontinentalitätszahl K = 3 (subozeanisch bis subkontinental).

## Giftigkeit
Die Giftbeere ist in allen Pflanzenteilen giftig, besonders aber in den Wurzeln. Dort reichern sich verschiedene Alkaloide an, die Hauptalkaloide sind Hygrin und Tropinon. Ebenfalls in der Pflanze enthalten sind diverse Withanolide, von denen u. a. Nicandrenone für eine zytotoxische Wirkung bekannt ist.

Strukturformeln
Strukturformel von Hygrin
Strukturformel von Tropinon

## Nutzung
Die Giftbeere wird selten bis zerstreut als Zierpflanze in Parks und Gärten genutzt. Sie ist seit dem 18. Jahrhundert in Kultur. Es gibt einige Sorten, die zum Teil auch rein weiße Blüten haben.
Gelegentlich wird die Giftbeere (in diesem Kontext auch Blaue Physalis genannt) aber auch wegen ihrer Eigenschaften angebaut, Mottenschildläuse auf Distanz zu halten. Beispielsweise zwischen Kohl gepflanzt, soll die Giftbeere den Befall durch Schadinsekten erheblich reduzieren.
Früher wurde die Art auch als Diureticum und gegen Harngrieß verwendet.